# Luis Morán
Luis Morán Sánchez (Luanco, Asturias, España, 26 de julio de 1987) es un futbolista español que juega de centrocampista en el Club Marino de Luanco de la Segunda División B de España.

## Trayectoria
Se formó como futbolista en los equipos inferiores del Club Marino de Luanco antes de dar el salto a la Escuela de fútbol de Mareo. Como juvenil, ganó la Copa de Campeones en 2004 y, en 2005, pasó a formar parte de la plantilla del Real Sporting de Gijón "B".
Debutó con el Real Sporting de Gijón en el último partido de la temporada 2006-07 en Segunda División. Al año siguiente, se incorporó definitivamente al primer equipo rojiblanco y consiguió el ascenso a Primera División, marcando el segundo gol del partido definitivo ante la S. D. Eibar disputado en El Molinón. En el mercado de invierno de la temporada 2011-12 fue cedido al AEK Larnaca de la Primera División de Chipre. El 31 de agosto de 2012 rescindió su contrato con el Sporting y el 31 de enero de 2013 llegó a un acuerdo para incorporarse a la plantilla del C. D. Mirandés tras cinco meses sin encontrar equipo. Anotó sus dos primeros goles con la camiseta del Mirandés en la jornada 42 de la temporada 2012-13, en la que su equipo venció por 2-1 al Sporting de Gijón. Tras desvincularse del club burgalés regresó a Chipre para fichar por el Ermis Aradippou, con el que se proclamó campeón de la Supercopa en 2014 tras vencer en la final al APOEL de Nicosia. En febrero de 2015 llegó a un acuerdo para poner fin a su estancia en el equipo y en agosto fichó por el Olympiakos Volou de la Segunda División de Grecia.
En enero de 2016 se anunció su incorpración a la U. D. Logroñés hasta el final de la campaña 2015-16.

## Clubes
| Club                       | País   | Año       |
| -------------------------- | ------ | --------- |
| Real Sporting de Gijón "B" | España | 2005-2007 |
| Real Sporting de Gijón     | España | 2007-2012 |
| AEK Larnaca                | Chipre | 2012      |
| C. D. Mirandés             | España | 2013      |
| Ermis Aradippou            | Chipre | 2013-2015 |
| Olympiakos Volou           | Grecia | 2015      |
| U. D. Logroñés             | España | 2016      |
| Othellos Athienou FC       | Chipre | 2016-2017 |
| Club Marino de Luanco      | España | 2017      |

## Palmarés

### Campeonatos nacionales
| Título              | Club            | País   | Año  |
| ------------------- | --------------- | ------ | ---- |
| Supercopa de Chipre | Ermis Aradippou | Chipre | 2014 |